# Cesare Colombo (militare)
Cesare Augusto Colombo (Milano, 22 luglio 1889 – Monfalcone, 7 agosto 1916) è stato un militare italiano, insignito della medaglia d'oro al valor militare alla memoria nel corso della prima guerra mondiale.

## Biografia
Nacque a Milano il 22 luglio 1889, figlio di Antonio e di Felicita Foretti. 
Conseguito il diploma di perito industriale presso l'Istituto tecnico industriale "Alessandro Rossi" di Vicenza, andò subito a lavorare presso le Officine Clerici di Milano. Nel novembre 1909 fu arruolato nel Regio Esercito per il servizio militare di leva, assegnato al 44º Reggimento fanteria come allievo ufficiale conseguendo la nomina a sottotenente di complemento nel febbraio 1911. Prestò servizio dapprima nel 68º Reggimento fanteria e poi nel 55º Reggimento fanteria venendo collocato in congedo nel 1912. Rientrato a lavorare nella Ditta Clerici, venne da questa inviato a Buenos Aires, in Argentina, con l'incarico di impiantare una filiale che gestì successivamente con grande profitto. All'atto della dichiarazione di guerra del Regno d'Italia all'Impero austro-ungarico, il 24 maggio 1915, fu tra i primi a lasciare l'America per rispondere riprendere servizio nell'esercito. Giunto in Italia fu subito richiamato in servizio ed inviato al suo reggimento, il 55° della brigata Marche, che raggiunse alla fine di luglio in zona di operazioni a Valbona, in Cadore. Promosso tenente in ottobre, combatté poi sull'Isonzo e fu decorato di medaglia di bronzo al valor militare per i combattimenti in Val Peumica nel novembre successivo. Promosso capitano nel marzo 1916, mentre con il reggimento si trovava in Albania, rientrò in Italia poco tempo dopo riprendendo il suo posto di combattimento sul Carso, nel settore di Monfalcone, al comando della 2ª Compagnia del reggimento, ricostituito dopo le perdite subite per il siluramento della nave che lo trasportava in Mare Adriatico durante il corso del rimpatrio. Nella sesta battaglia dell'Isonzo che portò alla conquista di Gorizia, il 6 agosto 1916 la sua compagnia ricevette l'ordine di conquistare l'ultimo forte trinceramento nemico su quota 85 di Monfalcone. Lanciatosi all’attacco alla testa della sua compagnia, alle ore 7:00 del 7 agosto, nonostante il violento fuoco di sbarramento, riuscì ad avvicinarsi alla trincea nemica. Rimasto ferito ad una mano e più gravemente ad un ginocchio, continuò ad avanzare, portandosi per primo nell'assalto alla baionetta. Cadde colpito a morte da una raffica di mitragliatrice. Con Decreto Luogotenenziale del 19 aprile 1917 fu insignito della medaglia d'oro al valor militare alla memoria.